# Scottish Championship 2015-2016
La Scottish Championship 2015-2016 è stata la terza edizione dell'omonima competizione e la 110ª edizione totale della seconda serie del campionato di calcio scozzese. La stagione è iniziata il 7 agosto 2015 e terminata il 30 aprile 2016. 
I Rangers hanno vinto il torneo per la prima volta nella loro storia e sono stati promossi in Scottish Premiership, tornando in massima serie quattro anni dopo il fallimento del 2012. L'Alloa Athletic, ultimo classificato, è stato retrocesso in Scottish League One insieme al Livingston, sconfitto ai play-out.

## Novità
Dalla Scottish Premiership 2014-2015 è retrocesso il St. Mirren, mentre dalla Scottish League One è stato promosso il Greenock Morton. Queste squadre sostituiscono rispettivamente Hearts (promossi in Premiership) e Cowdenbeath (retrocesso in League One).

### Regolamento
Il campionato è composto di 10 squadre che si affrontano in un doppio girone di andata-ritorno per un totale di 36 giornate.

La prima classificata viene promossa direttamente in Scottish Premiership. La 2ª, la 3ª e la 4ª classificata e l'11ª classificata della Scottish Premiership 2015-2016 si affrontano nei playoff per un posto in Scottish Premiership.

L'ultima classificata viene retrocessa direttamente in Scottish League One. La 9ª classificata partecipa ai playoff per un posto in Scottish Championship assieme alla 2ª, alla 3ª e alla 4ª classificata in Scottish League One 2015-2016.

## Squadre partecipanti
| Squadra            | Città      | Stadio                     | Stagione 2014-2015                |
| ------------------ | ---------- | -------------------------- | --------------------------------- |
| Alloa Athletic     | Alloa      | Recreation Park            | 9º posto in Scottish Championship |
| Dumbarton          | Dumbarton  | Dumbarton Football Stadium | 7º posto in Scottish Championship |
| Falkirk            | Falkirk    | Falkirk Stadium            | 5º posto in Scottish Championship |
| Greenock Morton    | Greenock   | Cappielow Park             | 1º posto in Scottish League One   |
| Hibernian          | Edimburgo  | Easter Road                | 2º posto in Scottish Championship |
| Livingston         | Livingston | Almondvale Stadium         | 8º posto in Scottish Championship |
| Queen of the South | Dumfries   | Palmerston Park            | 4º posto in Scottish Championship |
| Raith Rovers       | Kirkcaldy  | Stark's Park               | 6º posto in Scottish Championship |
| Rangers            | Glasgow    | Ibrox Stadium              | 3º posto in Scottish Championship |
| St. Mirren         | Paisley    | St. Mirren Park            | 12º posto in Scottish Premiership |

## Classifica finale
|  | Pos. | Squadra            | Pt | G  | V  | N  | P  | GF | GS | DR  |
|  | ---- | ------------------ | -- | -- | -- | -- | -- | -- | -- | --- |
|  | 1.   | Rangers            | 81 | 36 | 25 | 6  | 5  | 88 | 34 | +54 |
|  | 2.   | Falkirk            | 70 | 36 | 19 | 13 | 4  | 61 | 34 | +27 |
|  | 3.   | Hibernian          | 70 | 36 | 21 | 7  | 8  | 59 | 34 | +25 |
|  | 4.   | Raith Rovers       | 62 | 36 | 18 | 8  | 10 | 52 | 46 | +6  |
|  | 5.   | Greenock Morton    | 43 | 36 | 11 | 10 | 15 | 39 | 42 | -3  |
|  | 6.   | St. Mirren         | 42 | 36 | 11 | 9  | 16 | 44 | 53 | -9  |
|  | 7.   | Queen of the South | 42 | 36 | 12 | 6  | 18 | 46 | 56 | -10 |
|  | 8.   | Dumbarton          | 37 | 36 | 10 | 7  | 19 | 35 | 66 | -31 |
|  | 9.   | Livingston         | 31 | 36 | 8  | 7  | 21 | 37 | 51 | -14 |
|  | 10.  | Alloa Athletic     | 21 | 36 | 4  | 9  | 23 | 22 | 67 | -45 |

Legenda:

      Campione di Championship e promossa in Premiership 2016-2017
 Qualificata ai play-off
      Retrocessa in League One 2016-2017
Tre punti a vittoria, uno a pareggio, zero a sconfitta.
La classifica viene stilata secondo i seguenti criteri:
- Punti conquistati
- Differenza reti generale
- Reti totali realizzate
- Punti realizzati negli scontri diretti
- Differenza reti negli scontri diretti
- Reti realizzate negli scontri diretti
- play-off (solo per definire la promozione, la retrocessione e i playoff)

## Spareggi

### Playoff Premiership/Championship

#### Quarto di finale
| 4 maggio 2016 | Raith Rovers | 1 – 0 | Hibernian    | Kirkcaldy, Stark's Park |
| 7 maggio 2016 | Hibernian    | 2 – 0 | Raith Rovers | Edimburgo, Easter Road  |

#### Semifinale
| 10 maggio 2016 | Hibernian | 2 – 2 | Falkirk   | Edimburgo, Easter Road   |
| 13 maggio 2016 | Falkirk   | 3 – 2 | Hibernian | Falkirk, Falkirk Stadium |

#### Finale
| 19 maggio 2016 | Falkirk    | 1 – 0 | Kilmarnock | Falkirk, Falkirk Stadium |
| 22 maggio 2016 | Kilmarnock | 4 – 0 | Falkirk    | Kilmarnock, Rugby Park   |

### Play-off Championship/League One

#### Semifinali
| Andata:       |            |             |            |                                |
| 3 maggio 2016 | Peterhead  | 1 – 4       | Ayr Utd    | Peterhead, Balmoor Stadium     |
| 4 maggio 2016 | Stranraer  | 5 – 2       | Livingston | Stranraer, Stair Park          |
| Ritorno:      |            |             |            |                                |
| 7 maggio 2016 | Ayr Utd    | 2 – 1       | Peterhead  | Ayr, Somerset Park             |
| 7 maggio 2016 | Livingston | 4 – 3 (dts) | Stranraer  | Livingston, Almondvale Stadium |

#### Finale
| 11 maggio 2016 | Stranraer | 1 – 1           | Ayr Utd   | Stranraer, Stair Park |
| 16 maggio 2016 | Ayr Utd   | 0 – 0 (3-1 dcr) | Stranraer | Ayr, Somerset Park    |